# Dieter Deiseroth
Dieter Deiseroth (* 18. Mai 1950 in Hillartshausen; † 21. August 2019) war ein deutscher Jurist und Richter am Bundesverwaltungsgericht. Publizistisch wurde er vor allem durch seine Stellungnahmen zum Whistleblowing und zu Fragen des Kriegsvölkerrechts sowie zur Täterschaft beim Reichstagsbrand 1933 bekannt.

## Leben
Dieter Deiseroth studierte in Gießen Rechtswissenschaft, Soziologie und Politikwissenschaft. Von 1977 bis 1983 war er Wissenschaftlicher Mitarbeiter an der Universität Gießen und Rechtsanwalt. Seine an der Gießener Universität entstandene Dissertation (1985) befasst sich mit dem Thema Auseinandersetzungen um Energie, Arbeitsplätze und Umweltschutz vor den Verwaltungsgerichten in der Bundesrepublik.
1983 wurde Deiseroth Richter am Verwaltungsgericht Düsseldorf. Von 1989 bis 1991 war er als Wissenschaftlicher Mitarbeiter zum Bundesverfassungsgericht in Karlsruhe abgeordnet. Danach wurde er Richter am Oberverwaltungsgericht Münster und Referatsleiter bei der Datenschutzbehörde Nordrhein-Westfalen.
Seit 2001 war Deiseroth Richter am Bundesverwaltungsgericht. Von 2001 bis 2009 gehörte er den dortigen Wehrdienstsenaten an. In seine Amtszeit fiel 2005 das kontroverse und Aufsehen erregende Urteil im Fall von Major Florian Pfaff. Um seine Nachfolge gab es 2009 Streit, da ein Bewerber mit Wehrdiensterfahrung gesucht wurde.
Deiseroth wechselte 2009 auf eigenen Wunsch an einen anderen Senat des BVerwG. Ab 2014 war er Mitglied im 8. und 10. Revisionssenat, unter anderem zuständig für Wirtschaftsverwaltungs-, Vermögens-, Finanzdienstleistungs- und Kommunalrecht.
2015 wurde Deiseroth pensioniert. Im August 2019 verstarb er nach schwerer Krankheit.

## Wirken
Deiseroth orientierte sich an der wissenschaftlichen Haltung des Gießener Verfassungsrechtlers Helmut Ridder. Er wurde vor allem durch seine Stellungnahmen zum Whistleblowing, zu Fragen des Besatzungsstatuts und alliierter Eingriffsrechte nach 1945 und zu Fragen des Kriegsvölkerrechts sowie zur Täterschaft beim Reichstagsbrand 1933 bekannt.
Neben seiner richterlichen Tätigkeit publizierte er vor allem zu Fragen des (Kriegs-)Völkerrechts, insbesondere in Zusammenhang mit dem sogenannten „Krieg gegen den Terror“ und dem Kosovo-Krieg.
Außerdem befasste er sich mit Fragen des Verfassungsrechts, speziell dem Artikel 115a GG und mit der Frage der Kontinuität in der Verfassungsrechtsgeschichte vor, während und nach dem Nationalsozialismus.
Darüber hinaus war er Mitherausgeber der 2010 im Nomos-Verlag erschienenen Gesammelten Schriften von Helmut Ridder. Er war Herausgeber des Sammelbands Der Reichstagsbrand und der Prozess vor dem Reichsgericht, Tischler Verlag, Berlin 2006.

### Mitgliedschaften und Funktionen
- Wissenschaftlicher Beirat der internationalen Juristenvereinigung IALANA,[5] die sich für ein weltweites Verbot von Atomwaffen einsetzt
- Wissenschaftlicher Beirat der Organisation Internationale Ärzte zur Verhütung des Atomkrieges – Ärzte in sozialer Verantwortung e. V. (IPPNW)[6]
- Jury zur Vergabe des Whistleblower-Preises (1999–2019)
- Verein Kunst & Justiz im Bundesverwaltungsgericht e. V.
- Forum Justizgeschichte in der Humanistischen Union

## Positionen

### Ramstein, Truppenstatut und Flugshows 1988
Im Zusammenhang mit dem Flugtagunglück von Ramstein 1988 erstellte Deiseroth ein Gutachten für das Forschungsinstitut für Friedenspolitik von Alfred Mechtersheimer, in dem er auf die Pflicht des Verteidigungsministers hinwies, vor der Genehmigung von Flugshows „eine sorgfältige Gefahrenprognose“ zu erstellen. Es gelte deutsches Luftverkehrsrecht. Hinsichtlich des rechtlichen Status von Ramstein besteht seiner Auffassung nach große Unklarheit. Die Bundesregierung solle daher eine Überprüfung des Zusatzabkommens zum NATO-Truppenstatut verlangen. In diesem sei auch geregelt, dass dieses Vertragswerk „jederzeit auf Antrag einer Vertragspartei hinsichtlich einer oder mehrerer Bestimmungen“ überprüft wird, wenn „ihre weitere Anwendung nach Auffassung dieser Partei für sie unzumutbar wäre“. Der Spiegel kommentierte die Forderung Deiseroths: „Doch für die Bundesregierung sind die Nato-Verträge offensichtlich immer noch etwas Unantastbares. Bundeskanzler Helmut Kohl wehrte die Forderung nach einer Überprüfung entschieden ab: ‚Das machen wir mit Sicherheit nicht.‘“
In seinem 33-seitigen Gutachten führte Deiseroth außerdem aus, dass laut UNO-Charta ein Staat schon dann gegen seine Friedenspflicht verstoße, wenn er dulde, dass sein Hoheitsgebiet benutzt wird, um Kriegshandlungen gegen ein drittes Land zu begehen. Die Bundesrepublik habe keine Möglichkeit zu intervenieren, wenn beispielsweise US-Waffen aus Deutschland in ein Kriegsgebiet geliefert werden, „so geschehen im Jom-Kippur-Krieg (1973) oder beim amerikanischen Luftangriff auf Tripolis (15. April 1986)“. Die Bundesrepublik könne folglich wegen der NATO-Abkommen gegen ihren Willen in Kriegshandlungen verwickelt werden.
Der Bundestag wies die Einschätzung Deiseroths als sachlich unbegründet zurück. Die Untersuchung habe „keinerlei Anhaltspunkte dafür erbracht, dass die Alliierten in der Bundesrepublik Deutschland von ihren Rechten im Zusatzabkommen zum NATO-Truppenstatut (hier einschlägig: Artikel 46, 53 und 57 ZNTS) in einer der deutschen Souveränität abträglichen Weise Gebrauch machen.“ Deiseroths Auffassung beruhe auf einer offenkundigen Fehlinterpretation des deutschen Luftrechts. Das Verhalten der USAFE, wie es im Untersuchungsausschuss zur Debatte stand, beweise eher das Gegenteil, nämlich die vorbehaltlose, uneingeschränkte Anerkennung deutscher Souveränität auf dem Gebiet des Luftrechts, dessen Beachtung durch Artikel 46 Abs. 1 Satz 2 und Artikel 57 Abs. 3 ZNTS besonders angesprochen sei. Deiseroth sei einem juristischen Fehlschluss erlegen, weil er versäumt habe, sich mit den §§ 73 ff. LuftVZO näher auseinanderzusetzen. „Wenn die Vorschriften zum zivilen Genehmigungsverfahren ebenfalls keine Prüfung der Flugfiguren durch die deutsche Genehmigungsbehörde vorsehen, ist der Schluss auf Souveränitätsdefizite geradezu abwegig.“

### Ramstein, Truppenstatut und Drohnenangriffe 2016
Deiseroth legte 2016 erneut seine völkerrechtliche und staatsrechtliche Auffassung dar, dass die US-Airbase Ramstein innerhalb des deutschen Staatsgebiets liege, daher deutsches Recht gelte und Handlungen, die dort vorgenommen würden, deutscher Verantwortung unterlägen. Die US-Streitkräfte besäßen ein vertragliches Nutzungsrecht lediglich aufgrund völkerrechtlicher Verträge, Abkommen und Vereinbarungen und nicht mehr, wie ursprünglich, aufgrund des Besatzungsrechts. Im Einzelnen verwies er auf den Stationierungsvertrag von 1954/1955, das NATO-Truppenstatut von 1951/1955 und das Zusatzabkommen zum NATO-Truppenstatut von 1959/1963 mit den anschließenden Änderungen. In einer Liegenschaftsvereinbarung müsse demnach die Nutzung festgelegt werden.

### Internationaler Atomwaffenverbotsvertrag 2017
Deiseroth engagiert sich für den Abschluss eines Atomwaffenverbotsvertrags. Nach seiner Auffassung greift das Prinzip der Abschreckungslogik nicht. In den vergangenen 70 Jahren sei die Welt mindestens 20 Mal nur durch Zufall und glückliche Fügungen einer nuklearen Katastrophe entkommen – so Deiseroth.

### Whistleblowing

#### Der Fall Mollath und die HypoVereinsbank
Deiseroth analysierte den Fall Mollath unter dem Aspekt des Whistleblowings, da Mollath auf Schwarzgeldgeschäfte der HypoVereinsbank (HVB) hingewiesen hatte. Das Landgericht Nürnberg-Fürth prüfte die entsprechenden Hinweise nicht, obwohl der HVB schon 2003 interne Beweise vorlagen, wegen denen Mitarbeiter entlassen wurden. Der Bankbericht stellte fest, dass alle nachprüfbaren Behauptungen [Mollaths] sich als zutreffend herausgestellt hätten. Die HVB habe, so Deiseroth, diesen Bericht unter Verschluss gehalten, so dass Mollaths Behauptungen vor Gericht als wahnhaft beurteilt werden konnten.

#### Hessische Steuerfahnder-Affäre
In der Hessischen Steuerfahnder-Affäre leitete Deiseroth das Gerichtsverfahren gegen den Psychiater, der den vier Steuerfahndern Paranoia bescheinigt hatte und setzte sich dafür ein, den Steuerfahndern den Whistleblowerpreis zu verleihen.

### Reichstagsbrand
Im Jahre 2008 wurde das Urteil gegen Marinus van der Lubbe aufgehoben. Deiseroth, der die Alleintäterthese kritisierte, analysierte vor allem die Rechtsprechung des Reichsgerichts. Es sei voreingenommen gewesen, habe die Täterschaft von Nazis kategorisch ausgeschlossen, Zeugen der Verteidigung nicht zugelassen und ein Todesurteil aufgrund eines rückwirkenden Einzelfallgesetzes verhängt.
Deiseroth beurteilte auch das Verhalten der Nachkriegsjustiz kritisch: Bis 1998 habe kein deutsches Gericht und kein Gesetzgeber „den Willen und die gestalterische Kraft aufgebracht, ein Urteil aus der Welt zu schaffen, das offenkundig in vielfältiger Weise zentralen rechtsstaatlichen Anforderungen widersprach.“

## Veröffentlichungen
- zusammen mit Friedhelm Hase: Der „Schnelle Brüter“ vor Gericht. Bemerkungen zu dem Normenkontrollverfahren vor dem Bundesverfassungsgericht. In: Demokratie und Recht. 1979, S. 135–153.
- Kontinuitätsprobleme der deutschen Staatsrechtslehre(r). Das Beispiel Theodor Maunz. In: Dieter Deiseroth, Friedhelm Hase, Karl-Heinz Ladeur (Hrsg.): Ordnungsmacht? Über das Verhältnis von Legalität, Konsens und Herrschaft. Helmut Ridder zum 60. Geburtstag gewidmet. EVA, Frankfurt am Main 1981, S. 85–111.
- Das BVerfG in der gesellschaftlichen Auseinandersetzung. In: Betrifft JUSTIZ. Nr. 54, Juni 1998, S. 248–252.
- Der Kosovo-Krieg und das Völkerrecht. In: Friedenspolitische Korrespondenz. 1/2001 (online).
- Zivilcourage am Arbeitsplatz – Rechtliche Rahmenbedingungen. In: Hermann Reichold, Albert Löhr, Gerhard Blickle (Hrsg.): Wirtschaftsbürger oder Marktopfer? München 2001.
- Nestbeschmutzung oder unverzichtbare Information: Welchen Nutzen bringt das Whistleblowing von Beschäftigten? In: ProAlter. 3/2006, ISSN 1430-1911, S. 16–23.
- Die Legalitäts-Legende. Von Reichstagsbrand zum NS-Regime. In: Blätter für deutsche und internationale Politik. 2/2008, ISSN 0006-4416, S. 91–102 (online).
- zusammen mit Peter Derleder, Christoph Koch, Frank-Walter Steinmeier (Hrsg.): Helmut Ridder. Gesammelte Schriften. Nomos, Baden-Baden 2010.
- Dieter Deiseroth, Hartmut Graßl (Hrsg.): Whistleblower-Enthüllungen (Schriftenreihe Wissenschaft in der Verantwortung). Berliner Wissenschafts-Verlag, 2016, ISBN 978-3-8305-3641-3. Darin von Deiseroth: Anhang 1: Verfassungsrechtliche Pflicht zur Unterbindung völkerrechtswidriger Handlungen in Deutschland; Anhang 2.: Stationierungsrechte, demokratische Selbstbestimmung und völkerrechtliche Souveränität; Anhang 3.: Möglichkeiten der Überprüfung und Kündigung des Aufenthaltsvertrages vom 23.10.1954.

Weitere Veröffentlichungen Deiseroths sind in den Artikeln Reichstagsbrand und Whistleblower genannt.